# Giuseppe Becce
Giuseppe Becce (Lonigo, 2 febbraio 1877 – Berlino, 6 ottobre 1973) è stato un compositore italiano del cinema tedesco.

## Biografia
Proveniente da una famiglia di allevatori di Lonigo, nel Vicentino, e diplomatosi come geometra, studiò musica e filosofia a Padova, prima di trasferirsi a Berlino nel 1906. Nella capitale tedesca egli fu allievo di Arthur Nikisch e Ferruccio Busoni.
A Becce venne affidato il compito di comporre e sonorizzare il film Richard Wagner di Carl Froelich, e prodotto da Oskar Messter, dove interpretava in veste di attore la figura del protagonista. Dal 1915 al 1923 Becce portò la piccola Orchester des Berliner Mozartsaals a Nollendorfplatz.
Al termine della prima guerra mondiale Becce fu capo del dipartimento musica e dell'orchestra della Decla-Bioscop AG, poi passò all'UFA. Lavorò con i maggiori registi del muto tedesco come Fritz Lang, Friedrich Wilhelm Murnau, Georg Wilhelm Pabst, Ernst Lubitsch, Ludwig Berger, Joe May e Berthold Viertel, scrivendo e arrangiando musiche per i loro film.
Nel 1920 Becce pubblicò la rivista Film-Ton-Kunst. Nel 1927 pubblicò, insieme ad Hans Erdmann e Ludwig Brav, la Allgemeines Handbuch der Filmmusik.
Con l'introduzione dei film sonori Becce lavorò in film musicali e film che coprono temi d'opera e operetta. Lavorò con Leni Riefenstahl, Luis Trenker e Harald Reinl, nei cosiddetti Bergfilm, ossia "film di montagna". Becce fu molto prolifico nel fornire musica al cinema per più di quattro decenni, mischiò le proprie composizioni con quelle di altri compositori.
Negli anni cinquanta realizzò diverse colonne sonore per i film prodotti dalla casa tedesco-occidentale Heimatfilm. Becce è sepolto nel cimitero berlinese di Wilmersdorf.

## Filmografia
- Contessina Ursel (Komtesse Ursel), regia di Curt A. Stark (1913)
- Richard Wagner, regia di Carl Froelich e William Wauer (1913), nel quale anche interpretava il ruolo principale
- Martire d'amore (Märtyrerin der Liebe), regia di Rudolf Biebrach (1915)
- Frau Eva, regia di Artur Berger e Robert Wiene (1916)
- L'ombrellino con cigno (Der Schirm mit dem Schwan), regia di Carl Froelich (1916)
- Abseits vom Glück, regia di Rudolf Biebrach (1916)
- Die Ehe der Luise Rohrbach, regia di Rudolf Biebrach (1917)
- Gräfin Küchenfee, regia di Robert Wiene (1918)
- Auf Probe gestellt, regia di Rudolf Biebrach (1918)
- Gefangene Seele, regia di Rudolf Biebrach (1918)
- Segreta passione (Irrungen), regia di Rudolf Biebrach (1919)
- Das Spiel von Liebe und Tod, regia di Urban Gad (1919)
- Ihr Sport, regia di Rudolf Biebrach (1919)
- I due mariti di Ruth (Die beiden Gatten der Frau Ruth), regia di Rudolf Biebrach (1919)
- La morte vivente (Die lebende Tote), regia di Rudolf Biebrach (1919)
- Il viaggio nell'azzurro (Die Fahrt ins Blaue), regia di Rudolf Biebrach (1919)
- Le sue nozze o Il destino di Moy (Moj), regia di Rudolf Biebrach (1920)
- Mascotte, regia di Felix Basch (1920)
- Eleonora Vogelsang o La mia vita per il tuo onore (Monica Vogelsang), regia di Rudolf Biebrach (1920)
- Das Cabinet des Dr. Caligari, regia di Robert Wiene (film 1920)
- Die Geierwally, regia di Ewald André Dupont (1921)
- Der steinerne Reiter, regia di Fritz Wendhausen (1923)
- Komödie des Herzens, regia di Rochus Gliese (1924)
- Kubinke, der Barbier, und die drei Dienstmädchen, regia di Carl Boese (1926)
- Die letzte Droschke von Berlin, regia di Carl Boese (1926)
- Der Geiger von Florenz, regia di Paul Czinner (1926)
- Die Abenteuer eines Zehnmarkscheines, regia di Berthold Viertel (1926)
- Der Himmel auf Erden, regia di Alfred Schirokauer e Reinhold Schünzel (1927)
- Der Fürst von Pappenheim, regia di Richard Eichberg (1927)
- Il favorito di Schonbrunn (Der Günstling von Schönbrunn), regia di Erich Waschneck e Max Reichmann (1929)
- Zwischen Nacht und Morgen, regia di Gerhard Lamprecht
- Il grande agguato (Der Rebell), regia di Curtis Bernhardt (come Kurt Bernhardt), Edwin H. Knopf e Luis Trenker (1932)
- Ritorno alla vita (Counsellor-at-Law), regia di William Wyler (1933)
- Estasi (film 1933) (Ekstase) regia di Gustav Machatý (1933)
- Il corridore di maratona (Der Läufer von Marathon), regia di E. A. Dupont (1933)
- The Rebel (versione inglese de Il grande agguato), regia di Edwin H. Knopf e Luis Trenker (1932)
- La canzone del sole (Das Lied der Sonne), regia di Max Neufeld (1933)
- Il figliuol prodigo (Der Verlorene Sohn), regia di Luis Trenker (1934)
- Ich heirate meine Frau, regia di Johannes Riemann (1934)
- Balmat (Der ewige Traum), regia di Arnold Fanck (1934)
- Peer Gynt, regia di Fritz Wendhausen (1934)
- Hundert Tage, regia di Franz Wenzler (1935)
- Condottieri, regia di Luis Trenker (1937)
- Bandiera gialla (Die gelbe Flagge), regia di Gerhard Lamprecht (1937)
- Treno di lusso (Salonwagen E 417), regia di Paul Verhoeven (1939)
- Caino! (Bergkristall), regia di Harald Reinl (1949)
- Terra bassa (Tiefland), regia di Leni Riefenstahl (1954)

### Attore
- Richard Wagner, regia di Carl Froelich e, non accreditato, William Wauer (1913)
- Der Absturz, regia di Ludwig Wolff (1923)